# わし座イプシロン星
わし座ε星(ε Aquilae, ε Aql)は、わし座の恒星で4等星。

## 特徴
3.5天文単位離れた公転周期1270日の伴星があると考えられている。それ以外にも10等級の伴星が1つあり、離角145秒、少なくとも3700天文単位、周期11万年以上となる。更にもう1つ10等級の星が位置して見えるが、離角もはっきりせず見かけの重星とされる。
| 指標         | 構成要素 | 構成要素 | 構成要素                  |
| 指標         | 主星     | 伴星     | 伴星                      |
| ------------ | -------- | -------- | ------------------------- |
| スペクトル型 |          |          | K型主系列星（連星の場合） |
| 視等級       |          |          | 10                        |
| 質量 (M☉)    | 2.5      |          |                           |
| 半径 (R☉)    | 10から12 |          |                           |
| 光度 (L☉)    | 66       |          |                           |
| 表面温度 (K) | 4,720    |          |                           |

## 名称
この星にはIAUが承認した固有名はない。
デネブ（Deneb、アラビア語で「尾」の意）という固有名があるが、この名前は普通ははくちょう座α星に対して使われる。
ζ星と共に Deneb el Okab とも言い、アラビア語の ذنب العقاب ðanab al-ʽuqāb（鷲の尾）から来ている。区別のためにはε星は Deneb al Okab Borealis（北の Deneb al Okab）、ζ星は Deneb al Okab Australis（南の～）と言う。なお、IAUが承認したζ星の固有名は Okab である。
中国では、天市垣の星官天市左垣の呉越（ζ星）の増星の第1星で、呉越増一と呼ぶ。
リチャード・H・アレンによると、ε星とζ星の中国名は Woo と Yuë で、古い国の名から来ているという。この「国」とは、呉 (Wú ウー) と越 (Yuè ユエ) のことと思われる。